# Retaliate (album de Misery Index)
Albums de Misery Index
Discordia
Retaliate est le premier album du groupe de death metal américain Misery Index.
Le morceau "Demand the Impossible" avait déjà été enregistré et sorti lors du split avec Structure of Lies.

## Liste des pistes
| 1.    | Retaliate                                               | 3:28 |
| 2.    | The Lies That Bind                                      | 2:46 |
| 3.    | The Great Depression                                    | 2:40 |
| 4.    | Angst Isst Die Seele Auf                                | 4:16 |
| 5.    | Demand the Impossible                                   | 4:29 |
| 6.    | Order Upheld/Dissent Dissolved                          | 2:21 |
| 7.    | Servants of Progress                                    | 2:15 |
| 8.    | The Unbridgeable Chasm                                  | 3:28 |
| 9.    | Bottom Feeders                                          | 2:06 |
| 10.   | History Is Rotten                                       | 3:31 |
| 11.   | Birth of Ignorance (Titre bonus, cover de Brutal Truth) | 3:49 |
| 35:09 |                                                         |      |

## Personnel
- Jason Netherton – chant, basse
- John "Sparky" Voyles - guitares
- Matt Byers – batterie
- Maurizio Iacono – chant (« Demande the Impossible  »)

### Production
- Pierre Rémillard – ingénierie
- Jean-François Dagenais – production, ingénierie, mixage
- Bernard Belley – mastering
- Mike Harrison – mise en page
- Tim Finn – photographie